# Uwe Wilhelm (Historiker)
Uwe Karl Wilhelm (* 7. Juni 1957 in Hannover) ist ein deutscher Historiker und Hochschullehrer an der Albert-Ludwigs-Universität Freiburg. Zu seinen wissenschaftlichen Schwerpunkten zählen die Kultur- und Geistesgeschichte der Frühen Neuzeit sowie die deutsche Geschichte vom 16. bis zum frühen 20. Jahrhundert, insbesondere die politische Geschichte und die Verfassungs- und Justizgeschichte.

## Leben und Wirken
Wilhelm studierte Neuere und Neueste Geschichte, Wirtschafts- und Sozialgeschichte sowie Anglistik an den Universitäten Hannover und Freiburg. Als Schüler von Hans Fenske beschäftigte er sich zunächst mit der politischen Ideengeschichte der Neuzeit, vor allem mit den Anfängen des deutschen Liberalismus im 18. Jahrhundert. Im Wintersemester 1989/90 schloss er sein Studium mit einer von Fenske betreuten Magisterarbeit über die Ansätze liberalen Denkens im Werk des Kameralisten und politisch-ökonomischen Denkers Johann Heinrich Gottlob von Justi ab.
Ab 1994 war er wissenschaftlicher Angestellter am Historischen Seminar der Universität Freiburg. Er wurde im selben Jahr bei Hans Fenske mit einer Untersuchung über die Entwicklung des deutschen Frühliberalismus bis 1789 promoviert. Im Jahre 2006 folgte ebenfalls in Freiburg die von Hans Fenske und Sylvia Paletschek betreute Habilitation mit einer Studie über Das deutsche Kaiserreich und seine Justiz. Justizkritik, politische Strafrechtsprechung, Justizpolitik, die 2013 mit dem Peregrinus-Preis der Bayerischen Akademie der Wissenschaften ausgezeichnet wurde.
Derzeit ist Wilhelm Privatdozent und Mitarbeiter am Lehrstuhl für Neuere und Neueste Geschichte II (Sylvia Paletschek) am Historischen Seminar der Universität Freiburg.

## Werke (Auswahl)
- Entwicklung und Elemente liberalen Denkens bei Johann Heinrich Gottlob von Justi. Sonderdruck aus dem Jahrbuch der Hambach-Gesellschaft e.V., 3.1990/1991, Neustadt/Weinstr.,1991. (Magisterarbeit).
- Der deutsche Frühliberalismus. Von den Anfängen bis 1789. Peter Lang, Frankfurt a. M. 1995, ISBN 3-631-48745-2 (Dissertation).
- Das deutsche Kaiserreich und seine Justiz. Justizkritik, politische Strafrechtsprechung, Justizpolitik. Duncker & Humblot, Berlin 2010, ISBN 978-3-428-12972-0 (Habilitationsschrift).